# Aided Cheit maic Mágach
Aided Cheit maic Mágach ['aðʴeð çetʴ vikʴ 'vaːyax] („Der Tod des Cet mac Mágach“) ist der Name einer irischen Sage aus dem Ulster-Zyklus um den Zweikampf zwischen Conall Cernach und Cet mac Mágach sowie die Hinterlist von Bélchú.

## Inhalt
In der Sage Scéla mucce Meic Dathó („Die Geschichte vom Schwein des Mac Dathó“) streitet der Connacht-Krieger Cet mac Mágach mit Conall Cernach um den Heldenbissen. Der schwächere Cet gibt schließlich nach, beleidigt aber Conall schwer. Als Cet später bei einem Überfall auf Ulster mehrere Krieger tötet, erschlägt Conall Cet in einem blutigen Zweikampf, wird aber dabei ebenfalls schwer verwundet. 
Ein Briuga (Großbauer) namens Bélchú nimmt den Verletzten in seinem Haus auf, kündigt ihm jedoch nach der Genesung einen Kampf auf Leben und Tod an. Da er aber Conalls Kampfkraft kennt, stiftet Bélchú seine drei Söhne an, den Schlafenden im Bett zu ermorden. Conall, der dies durchschaut, fesselt Bélchú ins Bett und dieser wird deshalb von seinen eigenen Söhnen mit den Speeren getötet. Dann erschlägt Conall die drei und schneidet ihnen und ihrem Vater den Kopf als Trophäe ab.

## Weblink
- Vollständiger Text (englisch): The Death of Cet Mac Magach In: The Celtic Literature Collective